# Marco Grimm
Marco Grimm (* 16. Juni 1972 in Baden-Baden) ist ein deutscher Fußballtrainer und ehemaliger Fußballspieler.

## Karriere
Über die Jugendvereine FV Hörden und SV Kuppenheim (Verbandsliga Südbaden) gelangte Grimm zum VfB Gaggenau, für den er bis 1993 in der Oberliga Baden-Württemberg spielte und den Südbadischen Pokal gewann.
Ab der Saison 1993/94 gehörte er zum Profi-Kader des FC Bayern München, für den er allerdings nur einmal, in der Saison 1994/95, in einem Bundesligaspiel zum Einsatz kam; dies geschah am 15. April 1995 (26. Spieltag), als er in der 25. Minute für Thomas Helmer in der Begegnung Eintracht Frankfurt – FC Bayern München eingewechselt wurde. Es war ein besonderes Spiel: Die Bayern gewannen mit 5:2 Toren, doch es wurde mit 2:0 Toren für Eintracht Frankfurt gewertet, weil Trainer Trapattoni mit Dietmar Hamann einen vierten Amateur eingewechselt hatte.
Grimm wechselte 1995 zum VfB Stuttgart, für den er in drei Jahren 32 Bundesligaspiele bestritt und 1997 den DFB-Pokal gewann.
1998 wechselte Grimm nach Österreich zum Bundesligisten Grazer AK, mit dem er – unter Trainer Klaus Augenthaler – am Ende der Saison Dritter der Meisterschaft 1998/99 wurde.
1999, nach Deutschland zurückgekehrt, folgten drei weitere Stationen: Mit dem Karlsruher SC spielte er zunächst in der 2. Bundesliga, stieg mit ihm 2000 in die Regionalliga Süd ab und 2001 wieder auf. Von 2003 bis 2007 spielte er für Eintracht Braunschweig; zunächst zwei Jahre in der Regionalliga Nord, bevor 2005 der Aufstieg in die 2. Bundesliga gelang. Die letzten beiden Jahre gehörte er dem Kader der zweiten Mannschaft des 1. FC Kaiserslautern in der Oberliga Südwest bzw. Regionalliga West an, bei dem er nach seiner aktiven Zeit den Trainerposten annahm.
Grimm bestritt 33 Bundesliga-, 95 Zweitliga-, 121 Regionalliga- und 81 Oberligaspiele, sowie 26 Bundesligaspiele in Österreich.
Im Jahr 2019 arbeitete Grimm als Scout für seinen ehemaligen Verein Karlsruher SC. Seit 2020 ist er als Co-Trainer von Werder Bremen II tätig, in jener Funktion, die er von 2007 bis 2015 beim 1. FC Kaiserslautern II und in der Zweitligasaison 2015/16 beim 1. FC Kaiserslautern ausgeübt hatte.